# Mafia giamaicana
Mafia giamaicana (o posse giamaicana) è il nome col quale si identificano quei collettivi criminali indipendenti e non sempre legati tra loro divisi tra bande di strada e cartelli della droga, formati prevalentemente da giamaicani e anglocaraibici.
Estesasi nei territori d'oltremare tra gli anni '60 e '70, inizialmente dedita a piccoli reati come furti, risse e rapine, in seguito alcune bande si staccano dal modello banditista per evolversi in vere e proprie organizzazioni criminali di ispirazione mafiosa operanti nel settore del contrabbando d'armi e farmaci e spaccio di droga. Soppiantando in parte gli affari delle vecchie confederazioni criminali, i malavitosi giamaicani conquistarono il mercato della droga stabilendosi a New York negli anni '80, nel periodo della cosiddetta invasione del crack, e a Toronto.

## Presenza

### In Giamaica
La mafia giamaicana è molto presente sotto la forma di bande e cartelli di droga a Kingston, capitale della Giamaica, della quale controlla interi quartieri dell'area meridionale e occidentale.
Gli Shower Posse sono una di queste bande, e paiono essere una delle più forti e influenti anche per via del loro ruolo a metà strada tra la criminalità organizzata e la collusione con il mondo politico. Infatti il gruppo fu costituito intorno agli anni '70 per lanciare e supportare la carriera politica del Partito Laburista Giamaicano, con il quale ancora oggi intrattiene rapporti e legami. Distintasi subito dalle altre bande di malavitosi giamaicani, passò dal controllo delle strade e dell'elettorato politico locale agli affari nell'America del Nord iniziando a creare un piccolo circuito di traffico di stupefacenti interconnesso con gli Shower Posse. Un signore della droga molto importante e figura di rilievo in questa tratta fu senza dubbio Vivian Blake, il quale si preoccupò di gestire un traffico molto intenso di droga tra Canada, Stati Uniti e Giamaica, insediando la propria centrale d'affari a New York.

### Nel Regno Unito
I "government yards" erano dei cantieri edilizi avviati nel periodo post-uragano Charlie che colpì la Giamaica nel 1951, distruggendo buona parte dell'economia e devastando Kingston, la capitale. In questo contesto di forte indigenza provocata dal disastro naturale, molti giamaicani decisero di trasferirsi altrove, avviando una massiccia immigrazione verso l'America settentrionale e l'Europa, in particolare l'Inghilterra.
Sebbene la maggior parte dei giamaicani abbiano preferito integrarsi trovando un lavoro per assicurare il sostentamento alle proprie famiglie, un'altra parte degli immigrati si unì nella formazione di diverse bande di strada molto violente per il controllo dei quartieri poveri specializzandosi in furti e borseggi.
Prendendo spunto dalle origini degli immigrati caraibici londinesi, i membri di queste bande violente furono chiamati Yardies. Negli anni '80 gli Yardies si evolsero, con una parte ancora buttata in mezzo alla strada, il restante gruppo debuttò nel mondo del contrabbando di farmaci, armi e più tardi della cocaina.

### Negli Stati Uniti
Negli anni '80 fecero il loro debutto nel mercato della droga americano, operando principalmente a New York dapprima contrabbandando armi e in seguito dedicandosi alla distribuzione di cocaina.